# Sałda
Sałda (ros. Салда) – rzeka w azjatyckiej części Rosji, znajdująca się w dorzeczu Obu, dopływ rzeki Tury. 

## Charakterystyka
Sałda przepływa przez terytorium obwodu swierdłowskiego, a łączna jej długość to 182 kilometry, przy powierzchni dorzecza wynoszącej 3670 kilometrów kwadratowych. Średni przepływ Sałdy wynosi 11,5 m³/s, a w okresie od przełomu października i listopada do przełomu maja i kwietnia pozostaje zamarznięta. Jej źródła znajdują się w górach uralskich, a sama rzeka jest dopływem Tury.